# Paradise Hills (film)
Pour plus de détails, voir Fiche technique et Distribution.
Paradise Hills est un film espagnol de science-fiction réalisé par Alice Waddington et sorti en 2019.

## Synopsis
Uma se réveille sur une île où se trouve un centre de rééducation pour jeunes femmes fortunées. Il apparait que celles-ci y sont envoyées par leurs familles, leurs proches ou leurs futurs maris.
On découvre alors qu’en lieu et place d'une rééducation, c’est une substitution par des volontaires peu fortunées subissant de longues opérations chirurgicales ainsi qu'un long entraînement comportemental afin de prendre leur place qui les attend toutes. Les originales sont ensuite assimilées par la duchesse de l’institution, qui s’avère être en réalité une mutante végétale...

## Fiche technique
- Titre : Paradise Hills
- Réalisation : Alice Waddington
- Scénario : Brian DeLeeuw, Nacho Vigalondo et Alice Waddington
- Musique : Lucas Vidal
- Photographie : Josu Inchaustegui
- Montage : Guillermo de la Cal
- Production : Adrián Guerra et Núria Valls
- Société de production : Nostromo Pictures, Colina Paraiso AIE et Radiotelevisión Española
- Société de distribution : Samuel Goldwyn Films (en) (États-Unis)
- Pays :  Espagne
- Genre : Fantastique, science-fiction et thriller
- Durée : 95 minutes
- Dates de sortie : 
  - Espagne : 11 octobre 2019
  - France : octobre 2019, 20 janvier 2021 (sur Amazon Prime Video)

## Distribution
- Emma Roberts (VF : Marie Facundo) : Uma
- Danielle Macdonald (VF : Julia Boutteville) : Chloe
- Awkwafina (VF : Alice Taurand) : Yu
- Eiza González (VF : Claire Morin) : Amarna
- Milla Jovovich (VF : Barbara Kelsch) : la duchesse
- Jeremy Irvine : Markus
- Arnaud Valois : le fils
- Nancy Jack : Eloise

Version française
- Société de doublage : Nice Fellow
- Direction artistique : Magali Barney

## Accueil
Le film a reçu un accueil moyen de la critique. Il obtient un score moyen de 50 % sur Metacritic.